# 12 رجلا غاضبا
12 رجلا غاضبا (بالإنجليزية: 12 Angry Men) فلم دراما أمريكي صدر في 1957 من إخراج سيدني لوميت وكتابة ريجنالد روز، مستوحى من مسرحية تلفزيونية كتبها ريجنالد بنفسه. يروي الفلم قصة هيئة محلفين مكونة من 12 رجل يتشاورون لتحديد براءة أو ذنب متهم شاب في جريمة قتل من الدرجة الأولى. في الولايات المتحدة، يجب أن يكون الحكم في معظم المحاكمات الجنائية بواسطة هيئة محلفين بالإجماع. الفلم مشهور باستخدامه موقع تصوير واحد: باستثناء افتتاحية الفلم وبعض المشاهد القصيرة. الفلم كله تقع أحداثه داخل غرفة المحلفين. إجمالي الوقت الذي ينقضي خارج غرفة المحلفين هو ثلاث دقائق من 96 دقيقة كاملة من الفلم.
فلم 12 رجلا غاضبا يسلط الضوء على موضوع بناء توافق الآراء والصعوبات التي تواجه العملية ضمن مجموعة من الرجال الذين تضيف شخصياتهم حدة وإثارة للقضية. باستثناء رجلين من المحلفين يكشفان عن اسمهما في نهاية الفلم، لم يتم استخدام أي اسم فيه: المدعى عليه يشار له ب«الولد» والشاهدين هما «الرجل العجوز» و«السيدة عبر الشارع».
ويعد الفلم واحد من أعظم الأفلام على الإطلاق. في 2007، اختير الفلم للحفظ ضمن الأرشيف الوطني السينمائي من قبل مكتبة الكونغرس، لكونه أثر «حضاري وتاريخي أو جمالي».

## القصة
في يوم صيفي حار داخل داخل محكمة مقاطعة نيويورك ‏، انتهت للتو مرحلة المحاكمة الخاصة بفتى فقير يبلغ من العمر 18 عامًا، متهم بقتل والده المسيء. وجّه القاضي هيئة المحلفين قائلاً إنه إذا وُجد شك معقول ‏، فعليهم إصدار حكم بـ"غير مذنب". أما إذا ثبتت إدانة المتهم، فستُفرض عليه عقوبة الإعدام الإلزامية بواسطة الكرسي الكهربائي. ويجب أن يكون القرار بالإجماع.
في البداية، بدا أن القضية واضحة. شهد أحد الجيران بأنه رأى المتهم يطعن والده من نافذته، عبر نوافذ قطار علوي مارّ. وقدم جار آخر شهادة بأنه سمع المتهم يهدد والده بالقتل، ثم سمع صوت ارتطام جسد الوالد بالأرض؛ وعندما ركض إلى بابه، رأى الفتى يركض على الدرج. وكان الصبي قد اشترى مؤخرا سكين من نفس نوع السكين التي وُجدت في مسرح الجريمة بعد أن مُسحت من بصمات الأصابع، لكنه ادّعى أنه فقدها.
في تصويت أولي، صوّت جميع المحلفين بـ"مذنب" باستثناء المحلف رقم 8 (هنري فوندا)، الذي رأى أنه يجب مناقشة القضية قبل إصدار الحكم. وصرّح بأنه لا يستطيع التصويت بالإدانة لأن لديه شك معقول. وعندما فشلت محاولاته الأولى (بما في ذلك إحضار سكين مطابقة تقريبًا لأداة الجريمة التي كان يُعتقد أنها فريدة)، اقترح المحلف رقم 8 إجراء تصويت سري يمتنع هو عن المشاركة فيه؛ فإذا صوّت جميع المحلفين الآخرين بـ"مذنب"، فسوف ينضم إليهم. لكن التصويت أظهر وجود صوت واحد بـ"غير مذنب". كَشَف المحلف رقم 9 أنه غيّر صوته؛ إذ عبّر عن احترامه لدوافع المحلف رقم 8، ووافق على ضرورة إجراء نقاش أوسع.
جادل المحلف رقم 8 بأن صوت القطار كان سيغطي على كل ما زعم الشاهد الثاني أنه سمعه. ثم غيّر المحلفان 5 و11 أصواتهما. وبدأ المحلفون 5 و6 و8 في التشكيك في رواية الشاهد الثاني، وتساءلوا عمّا إذا كان التهديد بالقتل مجرد تعبير مجازي. وبعد النظر في مخطط شقة الشاهد وإجراء تجربة عملية، قرر المحلفون أنه من المستحيل أن يكون الشاهد المقعد قد وصل إلى الباب في الوقت الذي ادّعاه. اندفع المحلف رقم 3 غاضبًا، وتشاجر مع المحلف رقم 8 محاولًا الاعتداء عليه، وهو يصرخ مهددًا بالقتل؛ فتدخل المحلفون 5 و6 و7 لمنعه جسديًا. بعد ذلك، غيّر المحلفان 2 و6 أصواتهما، وأصبح التصويت منقسمًا بالتساوي.
ظل المحلف رقم 4 متشكك في حجة الغياب التي قدمها المتهم، إذ لم يتذكر تفاصيل دقيقة. فقام المحلف رقم 8 باختبار ذاكرة المحلف رقم 4 لإثبات وجهة نظره. أشار المحلفان 2 و5 إلى أن جرح الطعن في جسد الأب كان بزاوية إلى الأسفل، مع أن الفتى أقصر من والده. ثم غيّر المحلف رقم 7 صوته، ولكن بدافع الملل وليس الاقتناع، مما أثار غضب المحلف رقم 11. وبعد تصويت آخر، غيّر المحلفان 1 و12 موقفيهما، ولم يتبقَ سوى ثلاثة أصوات تدين المتهم.
انطلق المحلف رقم 10 في خطاب عنصري مليء بالتحامل، ما دفع المحلف رقم 4 إلى منعه من الحديث لبقية المداولات. وعندما سُئل المحلف رقم 4 عن سبب تمسكه بصوته، أشار إلى أن شهادة السيدة التي قالت إنها رأت الجريمة من منزلها المقابل لا تزال دليلًا قاطعًا. عندها تراجع المحلف رقم 12 إلى التصويت بالإدانة.
لاحظ المحلف رقم 9 أن المحلف رقم 4 أزال نظارته وفرك العلامات التي تركتها على أنفه، فاستنتج أن الشاهدة الأولى كانت تفعل نفس الشيء طوال المحاكمة، مما يشير إلى أنها ترتدي النظارات بشكل دائم، رغم أنها لم ترتدها في المحكمة. علق المحلف رقم 8 بأن الشاهدة، التي كانت تحاول النوم عندما زعمت أنها رأت الجريمة، لم تكن سترتدي نظاراتها في تلك اللحظة، ولم تكن تملك الوقت الكافي لارتدائها، مما يجعل روايتها محل شك. عندها غيّر المحلفون 4 و10 و12 أصواتهم، ولم يبقَ سوى المحلف رقم 3 وحده مصراً على الإدانة.
وبعد أن فشل في إقناع الآخرين، كشف المحلف رقم 3 أخيرًا أن علاقته المتوترة مع ابنه كانت الدافع وراء تصويته بالإدانة. ثم انخرط في البكاء وغيّر صوته إلى "غير مذنب". وبينما غادر الآخرون، ساعد المحلف رقم 8 نظيره رقم 3 على ارتداء معطفه. وقد تم تبرئة المتهم خارج المشهد. وعند مغادرة المحلفين للمحكمة، تبادل المحلفان 8 و9 أسمائهما الحقيقية قبل أن يفترقا.

## الشخصيات
| رقم المحلف     | الشخصية | الممثل         | ترتيب المحلف عندما صوت بغير مذنب |
| -------------- | --- | -------------- | -------------------------------- |
| 1/السيد فورمان | رئيس المحلفين، مشغولا إلى حد ما مع واجباته ولا يعطي أي سبب لتغيير صوته؛ يبرهن على أنه يجامل الآخرين. هو مساعد مدرب كرة قدم في ثانوية. | مارتن بلسم     | التاسع                           |
| 2              | عامل مسالم في البنك، في بادىء الأمر يكون مضغوط عليه من قبل الآخرين لكن لاحقًا يجد صوته.                                                | جون فيدلر      | الخامس                           |
| 3              | رجل أعمال وأب مضطرب، عنيد مع مزاج حاد.                                                                                                | لي جاي كوب     | الثاني عشر                       |
| 4              | عقلاني، هادئ وواثق الشخصية، يعمل وسيطًا في الأوراق المالية. تهمه الحقائق فقط ويتجنب الكلام الجانبي.                                    | إي. جي. مارشال | الحادي عشر                       |
| 5              | رجل تربى في العشوائيات. يعمل مضمد | جاك كلوغمان    | الثالث                           |
| 6              | صباغ منازل، شخص قوية البنية لكنه محترم وصاحب مبدأ.                                                                                    | إدوارد بينز    | السادس                           |
| 7              | مندوب مبيعات، محب للرياضة، سطحي ولا يكترث لحوارات الآخرين.                                                                            | جاك وأردن      | السابع                           |
| 8              | مهندس معماري وبطل القصة، هو الوحيد في بداية الفلم الذي يصوت غير مذنب.                                                                 | هنري فوندا     | الأول                            |
| 9              | رجل مسن حكيم ويقظ. | جوزيف سويني    | الثاني                           |
| 10             | صاحب مرآب، متعصب، انتهازي وعنيد. | إد بيغلي       | العاشر                           |
| 11             | ساعاتي من أصول أوربية، مهذب جدا. | جورج فاسكوفيك  | الرابع                           |
| 12             | يعمل في شركة إعلانات، متردد في بعض الأحيان.                                                                                           | روبرت ويبر     | الثامن                           |

آخرون
- رودي بوند بدور «القاضي»
- جيمس كيلي بدور «الحارس»
- بيلي نيلسون بدور «كاتب المحكمة»
- جون سافوكا بدور «المدعى عليه»

## الجوائز والترشيحات
تم اختيار الفلم باعتباره ثاني أفضل دراما محكمة على الإطلاق من قبل معهد الفلم الأمريكي ضمن قائمة أفضل 10 أفلام، بعد فلم قتل طائر بريء، وهو أعلى تصنيف لدراما المحكمة في قائمة أفضل 100 فلم على الإطلاق وفقًا لموقع روتن توميتوز.
| اسم الجائزة                         | Date of ceremony  | Category                                      | Recipient(s)            | النتيجة | المصدر | Ref(s) |
| ----------------------------------- | ----------------- | --------------------------------------------- | ----------------------- | ------- | ------ | ------ |
| جائزة الأوسكار                      | March 26, 1958    | Best Picture                                  | هنري فوندا وريجنالد روز | ترشيح   | [ 21 ] |        |
| جائزة الأوسكار                      | March 26, 1958    | Best Director                                 | سيدني لوميت             | ترشيح   | [ 21 ] |        |
| جائزة الأوسكار                      | March 26, 1958    | Best Adapted Screenplay                       | ريجنالد روز             | ترشيح   | [ 21 ] |        |
| جوائز الأكاديمية البريطانية للأفلام | March 6, 1958     | Best Film                                     |                         | ترشيح   | [ 22 ] |        |
| جوائز الأكاديمية البريطانية للأفلام | March 6, 1958     | Best Foreign Actor                            | هنري فوندا              | فوز     | [ 22 ] |        |
| مهرجان برلين السينمائي الدولي       | July 2, 1957      | الدب الذهبي                                   | سيدني لوميت             |         | [ 23 ] |        |
| جوائز بلو ريبون                     | February 5, 1960  | Best Foreign Film\|                           | سيدني لوميت             | فوز     | [ 24 ] |        |
| Edgar Awards                        | 1958              | Best Motion Picture                           | ريجنالد روز             | فوز     | [ 25 ] |        |
| Étoiles de cristal                  | April 1958        | Prix International                            | 12 Angry Men            |         | [ 26 ] |        |
| جوائز الغولدن غلوب                  | February 22, 1958 | Best Motion Picture – Drama\|                 | 12 Angry Men            | فوز     | [ 27 ] |        |
| جوائز الغولدن غلوب                  | February 22, 1958 | Best Director                                 | سيدني لوميت             | ترشيح   | [ 27 ] |        |
| جوائز الغولدن غلوب                  | February 22, 1958 | Best Actor in a Motion Picture – Drama        | هنري فوندا              | ترشيح   | [ 27 ] |        |
| جوائز الغولدن غلوب                  | February 22, 1958 | Best Supporting Actor – Motion Picture        | لي جاي كوب              | ترشيح   | [ 27 ] |        |
| المجلس الوطني للمراجعة              | December 1957     | المجلس الوطني للمراجعة: الأفلام العشر الأولى ‏ |                         | فوز     | [ 28 ] |        |
| جوائز نقابة الكتاب الأمريكية        | 1958              | Best Written Drama                            | ريجنالد روز\|           | فوز     | [ 29 ] |        |

قائمةمعهد الفلم الأمريكي :
- معهد الفلم الأمريكي 100 عام و100 إثارة – الرقم 88
- معهد الفلم الأمريكي 100 عام و100 بطل وشرير: الشرير رقم 8 – رقم 28 البطل
- AFI's 100 Years...100 Cheers – No. 42
- AFI's 100 Years...100 Movies (10th Anniversary Edition) – No. 87
- معهد الفلم الأمريكي لأفضل 10 أفلام من أفضل 10 مجموعات أفلام – No. 2 Courtroom Drama

## وصلات خارجية
- 12 رجلا غاضبا على موقع IMDb (الإنجليزية)
- 12 رجلا غاضبا على موقع ميتاكريتيك (الإنجليزية)
- 12 رجلا غاضبا على موقع الموسوعة البريطانية (الإنجليزية)
- 12 رجلا غاضبا على موقع روتن توميتوز (الإنجليزية)
- 12 رجلا غاضبا على موقع نتفليكس (الإنجليزية)
- 12 رجلا غاضبا على موقع قاعدة بيانات الأفلام العربية
- 12 رجلا غاضبا على موقع ألو سيني (الفرنسية)
- 12 رجلا غاضبا على موقع Turner Classic Movies (الإنجليزية)
- 12 رجلا غاضبا على موقع أول موفي (الإنجليزية)
- 12 رجلا غاضبا على موقع بوكس أوفيس موجو (الإنجليزية)